# مقاطعة بارس أباد
مقاطعة بارس آباد (بالفارسية: شهرستان پارس‌آباد) هي إحدى مقاطعات في محافظة أردبيل في إيران. مركز مقاطعة بارس آباد هو مدينة بارس آباد. وتقع على الحدود الإيرانية الأذربيجانية .